# EnMAP
EnMAP (acronyme de Environmental Monitoring and Analysis Program) est un satellite d'observation de la Terre de l'Agence spatiale allemande (DLR) qui met en œuvre une nouvelle technique d'observation de la surface, l'imagerie hyperspectrale. Le satellite est l'aboutissement d'un projet à long terme  initié en 2006 par l'agence spatiale  qui en a confié le volet scientifique au centre de recherche GFZ. La caméra hyperspectrale est développée par Kayser-Threde tandis que la plateforme du satellite est fournie par OHB. EnMAP est placé le 1er avril 2022 sur une orbite héliosynchrone de 650 km autour de la Terre par un lanceur Falcon 9.
Ce satellite expérimental doit fournir des données détaillées permettant de surveiller différentes caractéristiques du sol, de la végétation, des eaux côtières et des étendues d'eau intérieures. EnMAP est un satellite d'observation de la Terre d'environ 970 kilogrammes dont la charge utile unique est constituée par la caméra hyperspectrale HSI. Cette dernière effectue ses observations  dans une plage de longueurs d'onde comprise entre 420-2450 nanomètres (lumière visible, proche infrarouge (NIR) et infrarouge court (SWIR)). Les images sont fournies dans 228 fréquences contiguës d'une largeur comprise entre 6,5 et 10 nanomètres. Sa résolution spatiale est de 30 mètres.

## Caractéristiques techniques
EnMAP est un satellite d'observation de la Terre stabilisé 3 axes d'environ 970 kilogrammes dont la charge utile unique est constituée par la caméra hyperspectrale HSI. EnMAP utilise une plateforme LEOBus-1000 de la société OHB conçue pour des satellites d'observation de la Terre de 600 à 1000 kg héritage de la série des satellites SAR-Lupe. Le satellite comprend deux sous-ensembles accolés tous deux de forme parallélépipédiques. L'ensemble est haut de 3,1 mètres pour 1,8 mètre de large et 1,7 mètre de profondeur. Les dimensions de la charge utile sont de 1,8 x 1,2 x 0.7 mètre. La panneau solaire fixe de 6 m² utilise des cellules solaires triple jonction et fournit en moyenne 810 watts en fin de vie. L'énergie est stockée dans deux batteries lithium-ion d'une capacité de 132 Ah. Le système de contrôle thermique est principalement passif (isolants multicouches). Seuls les composants du système propulsif (réservoir, vannes et filtres) disposent d'un système actif reposant sur des résistances chauffantes. L'orbite peut être modifié ou corrigé grâce à deux moteurs-fusées d'une poussée de 1 newton brulant de l'hydrazine non pressurisée. Le satellite dispose de 50 kilogrammes d'hydrazine. Le système de contrôle d'attitude détermine l'orientation et la vitesse de rotation du satellite à l'aide de trois viseurs d'étoiles, capteurs solaires, gyroscopes et magnétomètres. Les corrections sont effectuées à l'aide de quatre roues de réaction et de magnéto-coupleurs. Des récepteurs GPS sont utilisés pour déterminer la position et la vitesse du satellite. Les corrections d'orientation sont effectuées à l'aide de 4 roues de réaction disposées en pyramide et de deux magnéto-coupleurs. Les modifications d'orbite sont réalisées à l'aide de deux petits moteurs-fusées. La précision de pointage est de 12 secondes d'arc. Le système permet de maintenir le pointage de la caméra avec une stabilité de 1,5 mètre et de 4 m/s en connaissant sa position avec précision de 10 à 25 mètres dans toutes les directions. Les données sont stockées dans une mémoire de masse rapide d'une capacité de 512 gigabits. Le système de télécommunications permet de transmettre les données collectées vers une station terrienne en bande X avec un débit de 320 mégabits par seconde. Les télémesures et les commandes sont transmises en bande S avec une débit de 32 kilobits par seconde sur la liaison descendante et de 4 kilobits par seconde en liaison montante.

## Instrumentation
La partie optique est constituée par un télescope anastigmatique à trois miroirs d'une longueur focale de 522 mm  avec un champ de vue de 1,31°. Le flux lumineux est séparé en deux : lumière visible et proche infrarouge d'une part (420 nm - 1000 nm), infrarouge court d'autre part (900 nm - 2450 nm). Il est analysé par deux spectromètres à fente qui restituent l'image dans 99 bandes spectrales distinctes en lumière visible/proche infrarouge et 163 bandes en infrarouge court. Les détecteurs sont de type pushbroom (en) et utilisent une technologie CMOS pour le proche infrarouge et MCT+ROIC pour l'infrarouge court. La fauchée est de 30 km mais le satellite peut incliner son axe de 30° de part et d'autre de la trace au sol ce qui porte la largeur de la zone accessible à 90 kilomètres et permet de prendre des images d'un site donné dans un délai inférieur à 4 jours. La résolution spectrale est de 6,5 nanomètres en proche infrarouge et de 10 nanomètres en infrarouge court. La résolution spatiale est de 30 mètres au nadir.

## Déroulement de la mission
EnMAP est placé le 1er avril 2022 sur une orbite héliosynchrone de 650 km autour de la Terre  par un lanceur Falcon 9. La durée de la mission primaire est de 5 ans. Les premières images sont diffusées le 4 mai 2022.